# Hrabstwo Comanche (Oklahoma)

Piramida wieku mieszkańców hrabstwa

Comanche – hrabstwo w stanie Oklahoma w USA. Założone w 1907 roku. Populacja liczy 124 098 mieszkańców (stan według spisu z 2000 roku).
Powierzchnia hrabstwa to 2808 km² (w tym 39 km² stanowią wody). Gęstość zaludnienia wynosi 44,2 osoby/km².

## Miasta
- Cache
- Chattanooga
- Elgin
- Faxon
- Fletcher
- Geronimo
- Indiahoma
- Lawton
- Medicine Park
- Sterling